# ФК БУСК
ФК БУСК (Београдски Универзитетски Спортски Клуб) је фудбалски клуб из Београда основан 1913. године под називом УСК (Универзитетски Спортски Клуб). То је један од четири најстарија клуба у Србији, а основали су га студенти Београдског Универзитета непосредно пред почетак Првог светског рата. Током рата није учествовао у такмичењима, али се већ 1919. са новим играчима које су чинили студенти поново активира.
БУСК постаје познат двадесетих година прошлог века када се фудбалер француског Лиона, Бранимир Поробић, враћа у Србију и постаје његов члан, који ће 1920. године против Египта одиграти и једну репрезентативну утакмицу. Имао је чланску карту са бројем 1. Остао је дугогодишњи члан Управе БУСК-а.

## Историја
Прву забележену званичну утакмицу БУСК је одиграо у сезони 1913/14. са екипом „Велике Србије“ (од 1919. године СК Југославија) и изгубио са 2:0. БУСК није имао своје игралиште, а званичне утакмице играо је на игралиштима БСК-а и СК Југославије (популарно „Тркалиште“, на локацији данашњих техничких факултета и хотела Метропол), и „Српског мача“ (данашњи парк поред Вуковог споменика).
1920. године организовано је прво фудбалско првенство у Београду. Учествовала су само четири клуба: БСК, Југославија, БУСК и Соко, а Српски мач је одустао. Победник првенства био је БСК.
Због проблема са игралиштем, многи фудбалери БУСК-а прелазили су у противничке екипе. Највећи успех пре Другог светског рата, БУСК је остварио када је у сезони 1926/27 постао првак II разреда и прешао у I разред Београдског лоптачког савеза, што је био један корак до најбоље фудбалске лиге Краљевине СХС.
Пред Други светски рат, па све до 1958. године, фудбалска активност БУСК-а била је замрла. Ентузијазмом професора и студената београдског универзитета, а посебно великим залагањем и трудом Владимира Ристића-Рилета и предратног репрезентативца Југославије Миодрага Ранојевића, обновљен је рад клуба. Владимир Ристић је све до своје смрти 2000. године, био играч, тренер и председник клуба. Остао је понос и легенда БУСК-а.
Развојем фудбала у Србији, БУСК постаје значајно име на територији Фудбалског савеза Београда, постаје аматерски фудбалски клуб и остварује запажене резултате.
Оснивањем универзитетског фудбалског клуба Студентски град 1989. године, са којим дели стадион на Студентском спортском центру на Бежанијској коси, БУСК добија конкуренцију у аматерским лигама Београда и губи статус јединог студентског фудбалског клуба. Од првог дана постојања, ова два клуба су велики ривали, а сваки сусрет сматра се дербијем у аматерском фудбалу и може се упоредити са ривалитетом Црвене звезде и Партизана. Ретки су преласци играча из једног у други клуб.
Данас се БУСК такмичи у Првој Београдској лиги,група А.
У сезони 2022-2023, заузео је друго место у Међуопшинској лиги Београд.
У две бараж утакмици са екипом БСК из Батајнице, БУСК је обе утакмице добио (3:1 и 1:2), и пласирао се у виши ранг после више деценија.

## Име
У години оснивања клуб је носио назив УСК (Универзитетски Спортски Клуб). Од 1919. године, клуб носи назив БУСК (Београдски Универзитетски Спортски Клуб). Један је од ретких клубова који од свог постојања до данашњих дана није мењао своје име.

## Познати играчи
- Бранимир Поробић
- Горан Буњевчевић

## Тренутни састав тима
| Бр. |        | Позиција | Играч              |
| --- | ------ | -------- | ------------------ |
| 1   | Србија | Г        | Алекса Параносић   |
| 2   | Србија | Г        | Александар Бојовић |
| 3   | Србија | О        | Дарко Ђукановић    |
| 4   | Србија | О        | Влада Ђорђевић     |
| 5   | Србија | О        | Никола Павловић    |
| 6   | Србија | О        | Марко Косановић    |
| 7   | Србија | О        | Аца Стојковић      |
| 8   | Србија | О        | Урош Арсеновић     |
| 9   | Србија | О        | Никола Васић       |
| 10  | Србија | О        | Иван Марјановић    |
| 11  | Србија | О        | Давид Петровић     |

| Бр. |        | Позиција | Играч            |
| --- | ------ | -------- | ---------------- |
| 12  | Србија | С        | Марко Дробњак    |
| 13  | Србија | С        | Марко Маркиоли   |
| 14  | Србија | С        | Бранко Штрбац    |
| 15  | Србија | С        | Аца Ћопић        |
| 17  | Србија | С        | Никола Обровски  |
| 18  | Србија | С        | Никола Лукшић    |
| 18  | Србија | С        | Аца Лукић        |
| 19  | Србија | С        | Лука Смиљанић    |
| 20  | Србија | Н        | Немања Јошић     |
| 21  | Србија | Н        | Тихомир Марковић |
| 22  | Србија | Н        | Данијел Павловић |
| 23  | Србија | Н        | Немања Ивановић  |